# 高天彦神社

高天彦神社（日语：／ Takamahiko Jinja */?）是位于日本奈良县御所市北洼的一座神社，为名神大社之一，旧社格为村社
。 主祭神是高皇产灵神。 相传高天彦神社所在的区域为日本神话中高天原所在的位置。高天彦神社以祈求生产、发展、縁结等闻名，吸引周边居民和慕名前往的游客前来参访祭拜。

## 概述
高天彦神社位于奈良县御所市东郊，与八幡神社相邻。高天彦神社主要祭祀在日本神话中被认为宇宙创世之神高皇产灵神。神社周边传说与日本神话中的高天原密切相关
。神社本殿、参道等建筑构成了高天彦神社的整体布局，是传统的神道风格建筑群。
高天彦神社的参道和本殿皆悬挂注连绳（しめ縄）作为装饰，以标志高天彦神社的圣域范围，同时寓意祈求丰收与防疫除灾。高天彦神社位于地势起伏的区域，与周边景点间存在一定距离和高差，交通上需依赖巴士接驳。

## 历史

### 概述

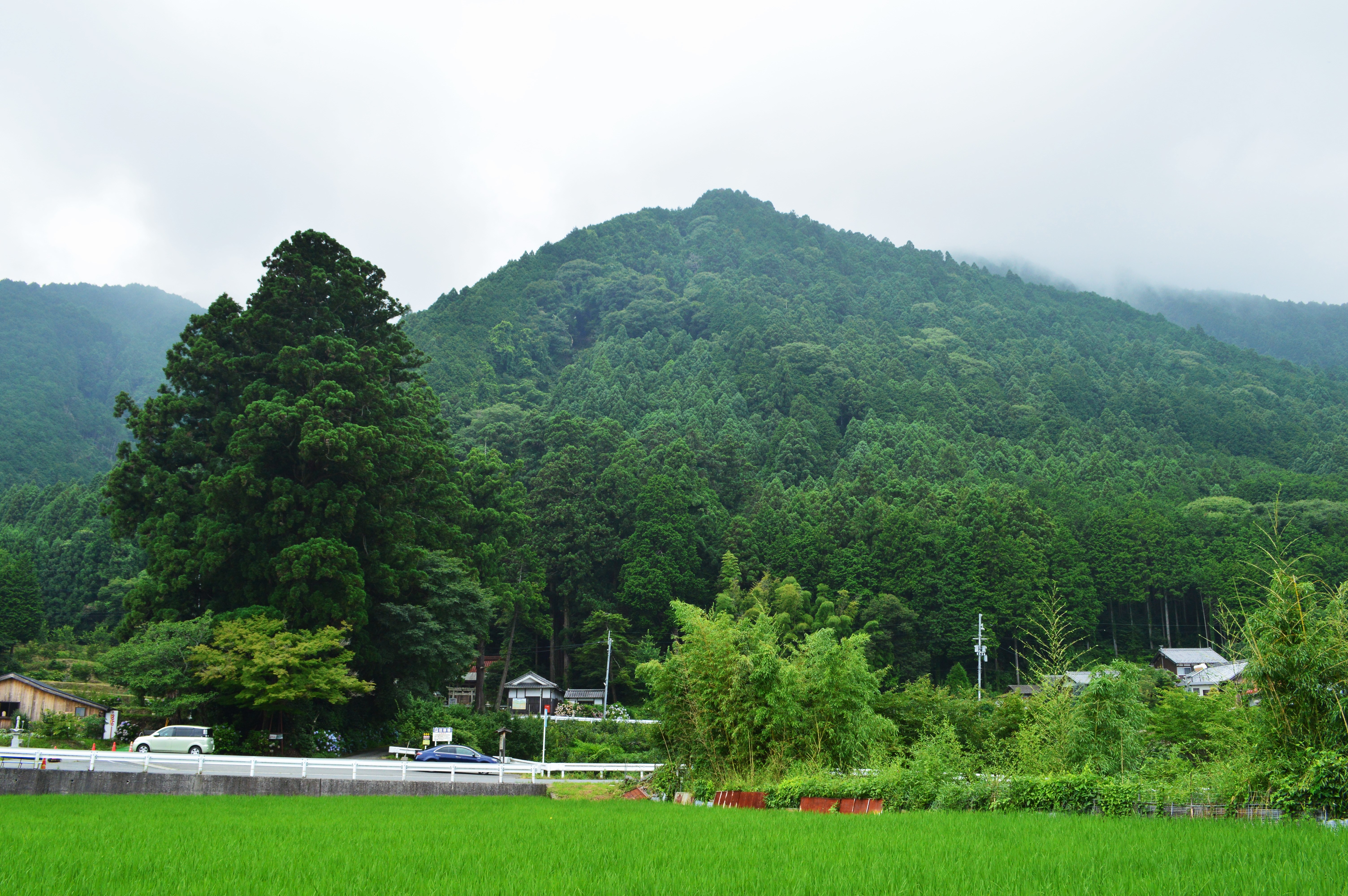
白雲岳（神体山）图像左下方为高天彦神社境内。

高天彦神社的创建年代不详。神社位于金刚山东麓，传说最初是将神体山的白云岳作为祭祀对象而建立这座神社的。
据《新抄格勅符抄》记载，高天彦神社在大同元年（806年）的文献中以“高天彦神 四户大和国　宝龟十年奉充”的形式提及，高天彦神社在宝龟10年（779年）由大和国分配获得了四户中的神户。
在六国史中记载，高天彦神社于大同元年（806年）获得正四位上的神阶。高天彦神社因井上内亲王的请求而获得四时祭祀的幣帛，但内亲王与高天彦神社之间的具体关系尚未明确。承和6年（839年），高天彦神社的神阶被列为名神，神社也一并晋升至从三位。《日本三代实录》也记载了高天彦神社在天安3年（859年）晋升至从二位勋二等。
根据《延喜式》中的延喜式神名帐记载，高天彦神社被列为名神大社，并在月次祭、相嘗祭、新嘗祭等祭典中接受了日本皇室的幣帛。
高天彦神社在随后的近一千年历史中变迁不详。高天彦神社所在的高天地区是通往金刚山的登山入口，因此与葛城修验道有历史关联。据说，古时有文人和俳人到访高天地区，高天彦神社也因此有“彦泽权现”的别称。此外，神社东侧曾设有神宫寺“高天寺”，现已不复存在。
在明治维新之后的近代社格制度中，高天彦神社被列为村社。高天彦神社现存本殿建于明治10年（1877年），最初为茅葺屋顶，在昭和52年（1977年）改为石州瓦，并于令和元年（2019年）更换为镀铝锌合金钢板屋顶。

### 神阶
高天彦神社的神灵在历史上多次晋升神阶。《日本后纪》记载，大同元年（806年）4月26日，高天彦神被授予正四位上。《续日本后纪》记载，承和6年（839年）5月26日，高天彦神晋升为从三位，并列为名神。《日本三代实录》则记载，在天安3年（859年）1月27日，高天彦神从正三位勋二等晋升为从二位勋二等。

## 祭神
高天彦神社的主祭神是高皇産靈神，其为主祭神，象征天地生成与万物繁衍。此外，还供奉市杵島姫命，被认为与水域、航海以及艺术相关，和菅原道真公，作为学问和文学之神受到尊崇。高天彦神社境内还设有多个摄末社，其中包括与主神关系密切的相关神祇及地方保护神。根据《延喜式》神名帐的记载，高天彦神社原祭神是当地地主神“高天彦”。
关于“高天”的社名和神名来源，学界存在多种解释。一种观点认为，“高天”指当地地名，并与神话传说中的高天原相关；另一种认为，“高天彦神”是高皇産靈神的别名，或由其神名转音而来。此外，还有观点认为，“高间”一词表示金刚山中腹的平地。
《万叶集》中提到“葛城的高间”（卷七 第1337首）被认为高天彦神社与金刚山区域有密切联系。《延喜式》神名帐中还记载了位于宇智郡的高天岸野神社和高天山佐太雄神社这两座通常被认为位于五条市金刚山中腹的神社。因此有观点推测“高天彦神”可能是金刚山的山神。

## 外部連結
- 日本神社事典

1. 1 2 3  池田末則、横田健一（日语：横田健一） (编).  . 日本歴史地名大系 30. 平凡社. 1981-06-23. ISBN 978-4582490305 （日语）.
2. 1 2 3 4 5 6 7 8 9 10 11 12  池田末則. 式内社研究会編 , 编.  . 皇学館大学出版部. 1982.
3. ↑  = ガデレワ エミリア (编).  . 日本研究: 国際日本文化研究センター紀要 (国際日本文化研究センター). 2000, 22: 11–33.
4. ↑  竹內理三（日语：竹内理三）、北原進（日语：北原進）、杉山博（日语：杉山博）、竹內誠（日语：竹内誠 (歴史学者)）、所理喜夫（日语：所理喜夫）、西垣晴次（日语：西垣晴次）、永島福太郎（日语：永島福太郎）、木村博一、狩野久（日语：狩野久）、千田稔（日语：千田稔 (歴史地理学者)） (编).  . 角川日本地名大辭典 29 . 角川書店. 1990-03-08. ISBN 4-040-01290-9 （日语）.
5. ↑  上田正昭.  . PHP研究所. 1981 （日语）.
6. 1 2 3  Nakamura O. (编).  . 地域学. 2019, 12: 79–80 （日语）.
7. 1 2 3  御所市観光協会. . 御所市. 2023-03-07  [2024-11-24]. （原始内容存档于2021-08-16） （日语）.